# Кулак, ломающий истребитель (скульптура)

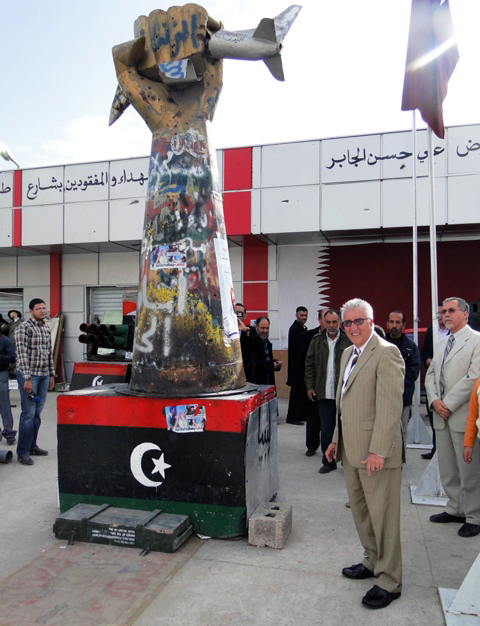
Скульптура в Мисурате.

Кулак, ломающий истребитель — позолоченная скульптура, установленная в городе Мисурата, Ливия. Ранее находилась в резиденции Баб-аль-Азизия в ливийской столице Триполи. 
Скульптура была изготовлена по распоряжению ливийского лидера Муаммара Каддафи в 1986 году, вскоре после бомбардировок Ливии истребителями США. Скульптура изображает предплечье и кисть человеческой руки, сжимающей и ломающей истребитель, на котором были вычеканены американский флаг и аббревиатура «U.S.». Первоначально эта скульптура была символом политики Каддафи, впоследствии превратилась в символ падения его власти.
Во время Гражданской войны в Ливии в 2011 году скульптура часто демонстрировалась в СМИ, в том числе по телевидению во время трансляции речей Каддафи 22 февраля и 20 марта 2011 года, где он дал слово «умереть мучеником», но не допустить победы антиправительственных сил.
23 августа 2011 года, в разгар битвы за Триполи, ливийским повстанцам удалось взять штурмом резиденцию Баб-аль-Азизия, после чего международные СМИ опубликовали фотографии повстанцев, собравшихся вокруг этой скульптуры; один из повстанцев забрался на неё.
Нижняя часть скульптуры была изрисована граффити повстанцев. 27 августа скульптура была сбита с постамента и доставлена в Мисурату, где помещена во вновь открытый Музей ливийского восстания. Впоследствии со скульптуры были убраны изображения флага США и инициалы, обозначающие эту страну.